# Kionophyton
Kionophyton ist eine Gattung aus der Familie der Orchideen (Orchidaceae). Sie enthält vier oder fünf Arten, die in Mittelamerika verbreitet sind.

## Beschreibung
Die Arten der Gattung Kionophyton sind terrestrisch wachsende, relativ große, ausdauernde, krautige Pflanzen. Die behaarten Wurzeln entspringen büschelweise an der Basis des Sprosses, sie sind fleischig, zylindrisch bis spindelförmig verdickt. Die Blätter sind gestielt, der Blattgrund umfasst den Stängel, die überlappenden Blattbasen formen einen kleinen „Scheinstamm“ unter der Blattrosette. Zur Blütezeit sind die Blätter vorhanden. 
Der endständige Blütenstand ist eine vielblütige, einseitswendige Traube. Der Blütenstandsstiel wird von einigen Hochblättern umfasst, im oberen Bereich ist er behaart. Der Fruchtknoten ist ebenfalls behaart, er weist nach oben und ist leicht verdreht. Die resupinierten, röhrenförmigen Blüten stehen waagrecht ab, sie sind grünlich oder gelblich gefärbt. Die Sepalen sind einander ungefähr gleich geformt, in der unteren Hälfte miteinander verwachsen, die Außenseiten sind behaart. Die beiden seitlichen Sepalen formen mit ihrer asymmetrischen, rundlich ausgebeulten Basis ein deutliches Nektarium. Das dorsale Sepal ist an der Basis mit der Säule verwachsen. Die Petalen haften an den äußeren Blütenblättern an. Die Lippe ist dreigeteilt: an der Basis ist sie abrupt verschmälert, rinnig gefaltet, am Rand mit zwei verdickten Nektardrüsen. Der Mittelteil ist breiter, die Seiten sind rinnig hochgeschlagen und haften an der Säule. Der vordere Teil ist ebenfalls breit, die Spitze ist herabgebogen. Die Säule ist keulenförmig, an der Basis über die Ansatzstelle am Fruchtknoten hinausreichend (Säulenfuß), die Unterseite ist behaart. Das Staubblatt ist oval kapuzenförmig, spitz oder stumpf endend. Die Pollinien sind keulenförmig mit kleiner, ovaler Klebscheibe (Viscidium). Die Narbe ist halbkreis- bis v-förmig. Das Trenngewebe zwischen Staubblatt und Narbe (Rostellum) ist kurz dreieckig, an der Spitze undeutlich dreizackig.

## Vorkommen
Kionophyton ist von Mexiko über Guatemala, El Salvador, Costa Rica, Nicaragua und Honduras verbreitet. Sie kommen in Höhenlagen von 1400 bis 2500 Meter vor. Die Standorte liegen in Wäldern aus Eichen und Kiefern.

## Systematik und botanische Geschichte
Kionophyton wird innerhalb der Tribus Cranichideae in die Subtribus Spiranthinae eingeordnet. Die Gattung wurde von Leslie Garay 1982 mit der Typusart Kionophyton seminuda in Botanical Museum Leaflets Band 28, Teil 4, Seite 329 beschrieben. Der Name Kionophyton setzt sich aus den griechischen Worten kion, „Säule“, und phyton, „Pflanze“, zusammen. Er bezieht sich auf die säulenförmigen Blattbasen unterhalb der Blattrosette.
Nah verwandt mit Kionophyton sind die Gattungen Deiregyne, Dichromanthus und Schiedeella.
Die Arten der Gattung Kionophyton:
- Kionophyton pollardianum Szlach., Rutk. & Mytnik: Sie kommt im mexikanischen Bundesstaat Oaxaca vor.[1]
- Kionophyton pyramidalis (Lindl.) Garay: Sie kommt von Mexiko bis Costa Rica vor.[1] Sie wird von Salazar und R. Govaerts als Aulosepalum pyramidale (Lindl.) M.A.Dix & M.W.Dix zur Gattung Aulosepalum gestellt.[1]
- Kionophyton riodelayensis (Burns-Bal.) Catling: Sie kommt im mexikanischen Bundesstaat Oaxaca vor.[1]: Sie wird von R. Govaerts als Aulosepalum riodelayense (Burns-Bal.) Salazar zur Gattung Aulosepalum gestellt.[1]
- Kionophyton sawyeri (Standl. & L.O.Williams) Garay: Sie kommt nur in Mexiko vor.[1]
- Kionophyton seminuda (Schltr.) Garay: Sie kommt von Mexiko bis Guatemala vor.[1]

## Belege
Die Informationen dieses Artikels stammen überwiegend aus:
- Leslie A. Garay: A generic revision of the Spiranthinae. In: Botanical Museum Leaflets of Harvard University. Band 28, Nr. 4, 1982, S. 329–330.
- Alec M. Pridgeon, Phillip Cribb, Mark W. Chase, Finn Rasmussen (Hrsg.): Genera Orchidacearum. Orchidoideae (Part 2). Vanilloideae. Band 3/2. Oxford University Press, New York und Oxford 2003, ISBN 0-19-850711-9, S. 215–217.

## Weiterführendes
- Liste der Orchideengattungen